# Julius Schmidt
Julius Schmidt (ur. ?, zm. 2 lipca 1944) – as lotnictwa niemieckiego Luftstreitkräfte z 15 potwierdzonymi zwycięstwami w I wojnie światowej.

## Życiorys
W 1916 roku służył w KG4, gdzie 12 maja odniósł swoje pierwsze zwycięstwo powietrzne. 3 kwietnia 1917 roku dołączył do Jagdstaffel 3. W eskadrze odniósł swoje wszystkie pozostałe zwycięstwa, ostatnie potwierdzone 11 września 1917 roku. 24 września podczas kolejnej walki powietrznej Julius Schmidt został zestrzelony i ciężko ranny. Po okresie leczenia został przydzielony do FEA 6, a później do Jagdstaffel 6. W eskadrze nie odniósł żadnego zwycięstwa.
Latał między innymi na samolotach Albatros D.V i Fokker D.VII.

## Odznaczenia
- Order Wojskowy św. Henryka – 11 listopada 1917
- Królewski Order Rodu Hohenzollernów
- Krzyż Żelazny I Klasy
- Krzyż Żelazny II Klasy
- Order Świętej Heleny
- Order Alberta II Klasy